# Grigny (Essonne)
Grigny é uma comuna francesa na região administrativa da Île-de-France, no departamento de Essonne. A comuna possui 27 716 habitantes segundo o censo de 2013.

## História

### As origens
Um punhal em bronze, um machado plano em cobre e um punção em osso remontado em 1869 durante uma dragagem do Sena atestam a presença humana em o site desde a Idade do Bronze. Os objetos descobertos nas pedreiras de areia em 1919 datam da Idade da Pedra, atestando ainda mais a ocupação humana desde aqueles tempos antigos. Em 1969, escavações preventivas organizadas antes da construção da estação de Grigny - Centre trouxeram à luz os restos de uma villa rustica galo-romana com a presença de um muro circundante de 20 metros de comprimento, olarias e objetos metálicos da vida cotidiana datados dos séculos II e IV.

### Da vila agrícola às pedreiras

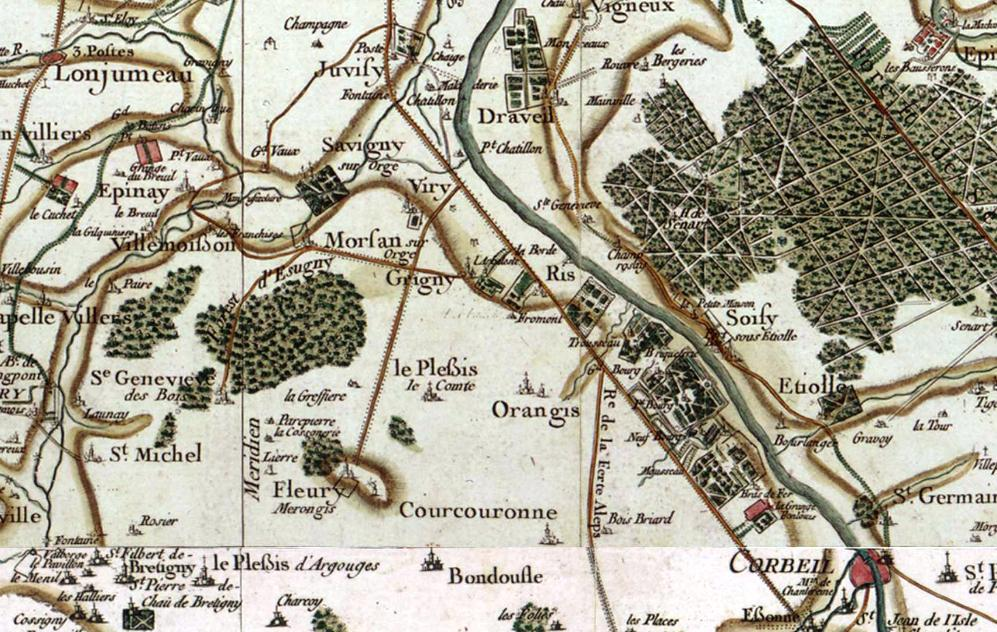
Mapa da região de Grigny no século 16 por Cassini.

Uma necrópole pré-merovíngia foi descoberta em 1937 no território da cidade com trinta e sete túmulos trazidos à luz. Uma segunda campanha em 1948 tornou possível encontrar quarenta e duas tumbas adicionais do século IV. No século XIII, a cura de Grigny foi erguida em torno da primeira igreja do século XII.
Em 1534 foi abençoado o cemitério que circunda a igreja. Em 1552, Guy III de l’Arbalète, Senhor de Corbeil, iniciou a construção de uma residência de campo em Grigny. De março de 1599 a janeiro de 1600, logo após a assinatura do Édito de Nantes, o Senhor de Grigny acolheu os protestantes da Igreja Reformada de Paris e permitiu que praticassem seu culto no castelo senhorial.
Em 1653, o Convento de Saint-Lazare em Paris recebeu como doação as terras da propriedade Saint-Antoine. Em 1670 a igreja foi ampliada com uma sacristia. Em 1685, Isaac Bigot de Morogue comprou a propriedade.
Entre 1723 e 1753, o procurador-geral do Parlamento de Paris e o Senhor de Grigny Guillaume François Joly de Fleury mandaram construir a Ferme Neuve. Em 1753 também foi construído o Château des Aiglons. Em 1747 foi construída a residência Saint-Antoine. Em 1726 e 1752 a igreja paroquial foi restaurada. Em 14 de abril de 1789 se reuniu na igreja a assembleia dos habitantes para os Estados Gerais. Em 16 do brumário do ano II foi pronunciada a abdicação voluntária do cura de Grigny.

## Cultura local e patrimônio

### Patrimônio ambiental

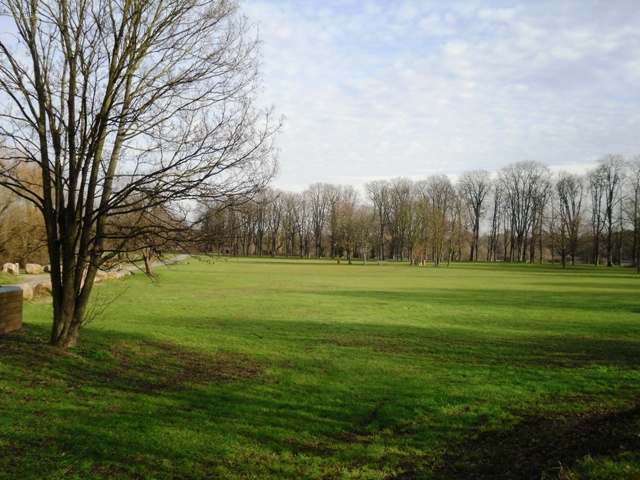
O Parc de l’Arbalète.

O Parc de l'Arbalète perto do lago do mesmo nome constitui o espaço verde mais importante da cidade com a planície central no bairro de La Grande Borne. Eles são completados pelo Parc du Clotay e pelo Parc des Aiglons. No bairro de Les Blancs Manteaux, foram criados jardins familiares.
A parte grignoise do lago de Viry-Châtillon e os Bosques de l'Arbalète e de Les Blancs Manteaux foram incluídos no inventário dos espaços naturais sensíveis pelo Conselho departamental do Essonne.
Grigny foi premiado com uma flor no concurso das cidades e aldeias floridas e depois duas flores a partir de 2011.